# Nationalpark Caldera de Taburiente
Der Nationalpark Caldera de Taburiente (spanisch Parque Nacional de la Caldera de Taburiente) liegt auf der Kanarischen Insel La Palma. Er bildet eine nach Westen offene krater- oder calderaähnliche Vertiefung im Zentrum der Insel.

## Schutzgebiete
Seit 1981 ist das Gebiet zudem Europäisches Vogelschutzgebiet (ZEPA/SPA/BSG) im Natura-2000-Netzwerk (ES0000043). Seit 2012 gehört er zum La Palma Reserva Starlight.

## Geographie
Die Caldera de Taburiente misst etwa neun Kilometer im Durchmesser und hat einen Umfang von rund 28 Kilometern. Ihre tiefste Stelle liegt bei etwa 430 Metern ü. Meeresspiegel. Den höchsten Punkt von 2.426 Metern ü. Meeresspiegel erreicht der Kraterrand im Norden mit dem gleichzeitig höchsten Punkt La Palmas, dem Roque de los Muchachos. Auf der Ostflanke der Caldera erhebt sich der 1.854 Metern hohe Berg Pico Bejenado. Das in der Caldera anfallende Wasser fließt durch den Barranco de Las Angustias im Westen der Insel in den Atlantik.
1954 wurde das Gebiet zum Nationalpark erklärt, dem Parque nacional de la Caldera de Taburiente. Der Nationalpark ist am Roque de Los Muchachos über die Zufahrtsstraße zum Observatorium, durch den Barranco de Las Angustias über die Zufahrtsstraße von Los Llanos und von El Paso über den Aussichtspunkt La Cumbrecita zugänglich, in dessen Nähe die Parkverwaltung ICONA (Instituto Nacional para la Conservación de la Naturaleza, Nationales Institut für Naturschutz) ein Besucherzentrum unterhält. Hier werden unter anderem geführte Wanderungen angeboten.

## Geologie
Die Caldera de Taburiente ist Teil des Vulkanismus-Prozesses von La Palma. Vor etwa zwei Millionen Jahren brach der Schildvulkan La Palmas, der Garafia-Vulkan, aus rund 4000 Metern Tiefe durch die Meeresoberfläche und erreichte eine Höhe von etwa 2500 Metern ü. Meeresspiegel. Vor 1,2 Millionen Jahren kollabierte der Vulkankegel und ergoss eine Trümmerlawine in südwestliche Richtung, die heute im Meeresboden der Inselflanke durch Sonarmessungen noch nachweisbar ist.
Vor etwa einer Million Jahren entstand ein neuer Vulkan, der Taburiente-Vulkan, der den Garafia-Vulkan vollständig mit seiner Lava überdeckte und eine Höhe von rund 3000 Metern erreicht haben sollte. In der Zeit vor 125.000 bis 500.000 Jahren stürzte die Westflanke des Taburiente-Vulkans ein, die dabei die Caldera de Taburiente und den rund zehn Kilometer langen Gebirgszug Cumbre Nueva entstehen ließ. Der nordöstliche Rand der Caldera de Taburiente bildet zusammen mit dem Cumbre Nueva-Rücken die Abrisskante (Amphitheater) der Cumbre Nueva-Trümmerlawine, deren Ablagerungen heute in 2500 bis 4000 Metern Wassertiefe der Inselflanke liegen und die Trümmerlawine des Garafia-Vulkans überdecken. Diese Ablagerungen nehmen eine Fläche von etwa 780 Quadratkilometern ein und haben ein Volumen von rund 95 Kubikkilometern.
Durch das Abgleiten der Landmasse wurden wieder Flächen des ursprünglichen Seevulkans freigelegt, das heutige Becken von Los Llanos, aus der der Bejenado-Vulkan herauswuchs und diese Fläche wieder überdeckte. Starke Erosionen formten in der Folgezeit die Schlucht Barranco de Las Angustias.
Am Grund dieser Schlucht und in der Caldera bis in 1000 Metern Höhe findet sich heute Kissenlava oder Pillowlava. Diese Formen entstehen, wenn Lava unter Wasser austritt und erstarrt. Diese Gesteine aus der submarinen Phase der Vulkanbildung (Seamount-Phase) beweisen die Hebung der Insel in ihrer frühen Entstehungsgeschichte, wie es auf den Kanaren nur noch auf Fuerteventura der Fall war.
Die heutige Struktur der Caldera de Taburiente ist somit das Produkt aus der Cumbre Nueva-Trümmerlawine, mit der Abrisskante am nordöstlichen Rand der Caldera de Taburiente und dem Cumbre Nueva-Rücken, der späteren Verfüllung durch den Bejenado-Vulkan und der bis heute anhaltenden Erosion der Caldera und des Barrancos.
Die Frage nach der Entstehungsform der Caldera de Taburiente, durch Vulkanismus oder Erosion, war in der Wissenschaft lange umstritten. Unter dem spanischen Wort Caldera (Kessel) wird in der Geologie eine große kraterförmige Einsturzstruktur des Vulkans verstanden, die nach Entleerung einer großen Magmakammer ins Innere stürzte. Im Jahr 1825 führte der deutsche Geologe Leopold von Buch den Begriff der Caldera de Taburiente ein. Verschiedene Geologen widersprachen jedoch der Theorie vom Calderenausbruch und sprachen sich für eine Entstehung als Erosions-Caldera aus.

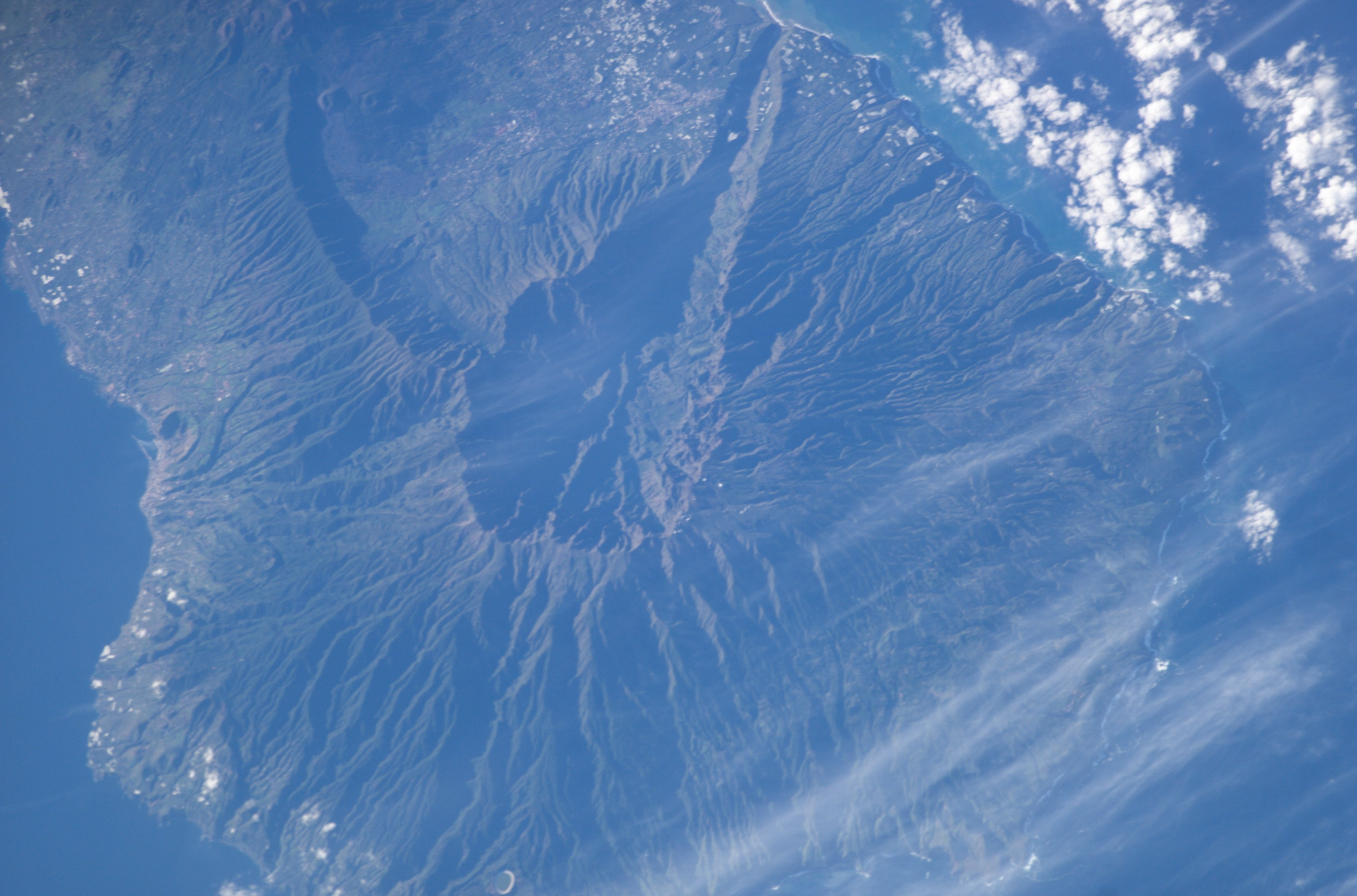
Satellitenbild der NASA
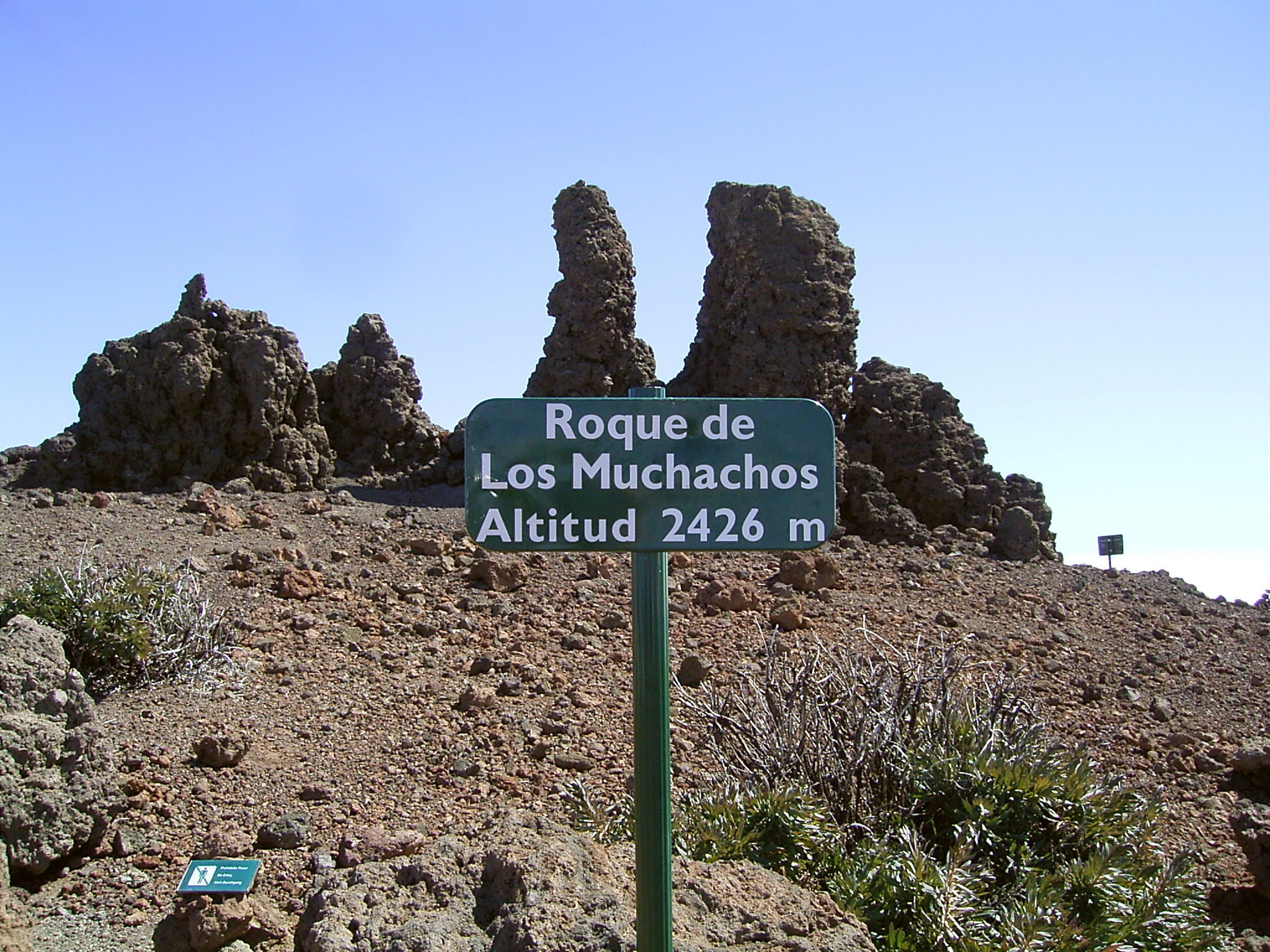
Gipfel des Roque de Los Muchachos
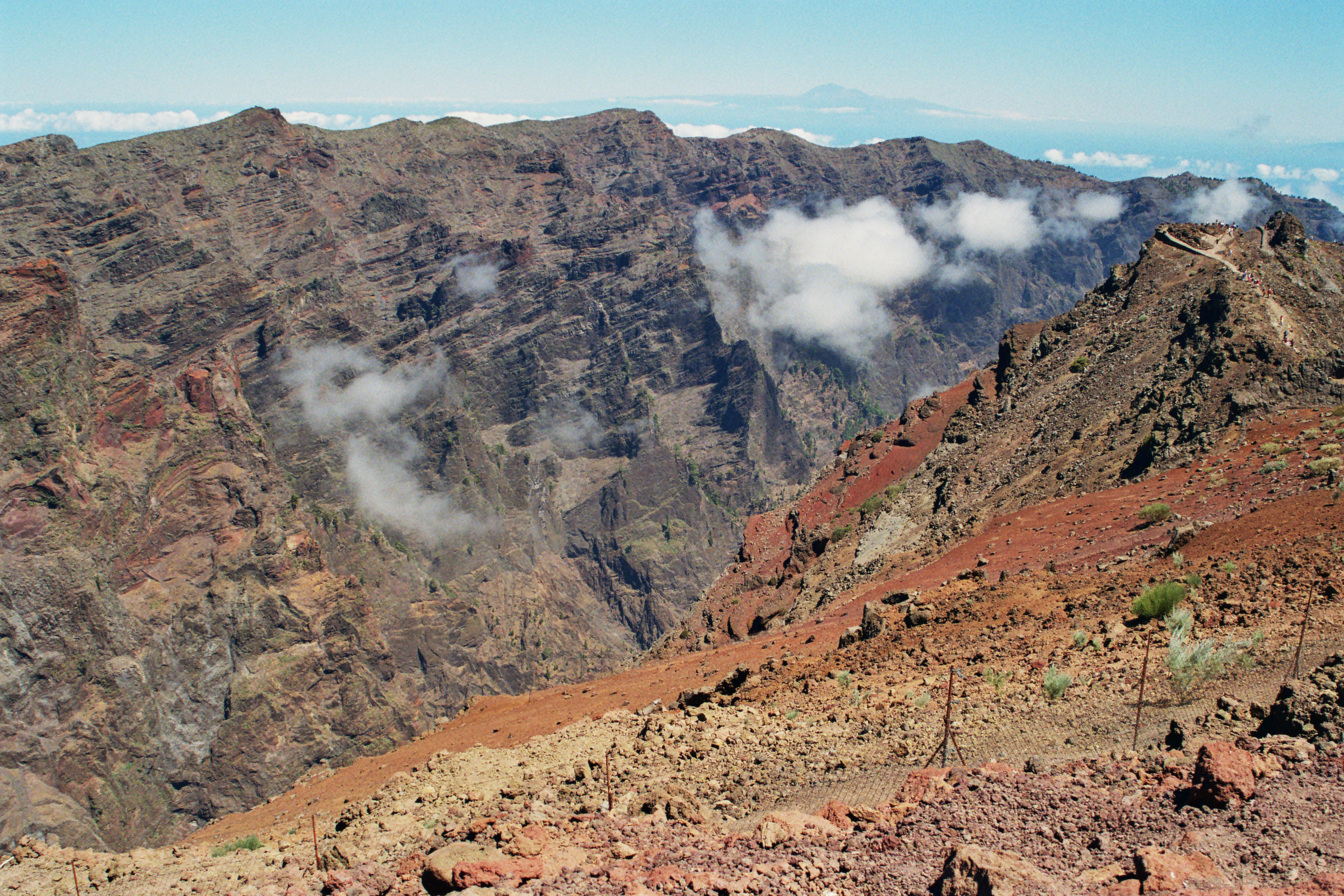
Blick vom Roque de los Muchachos über den Nordteil der Caldera
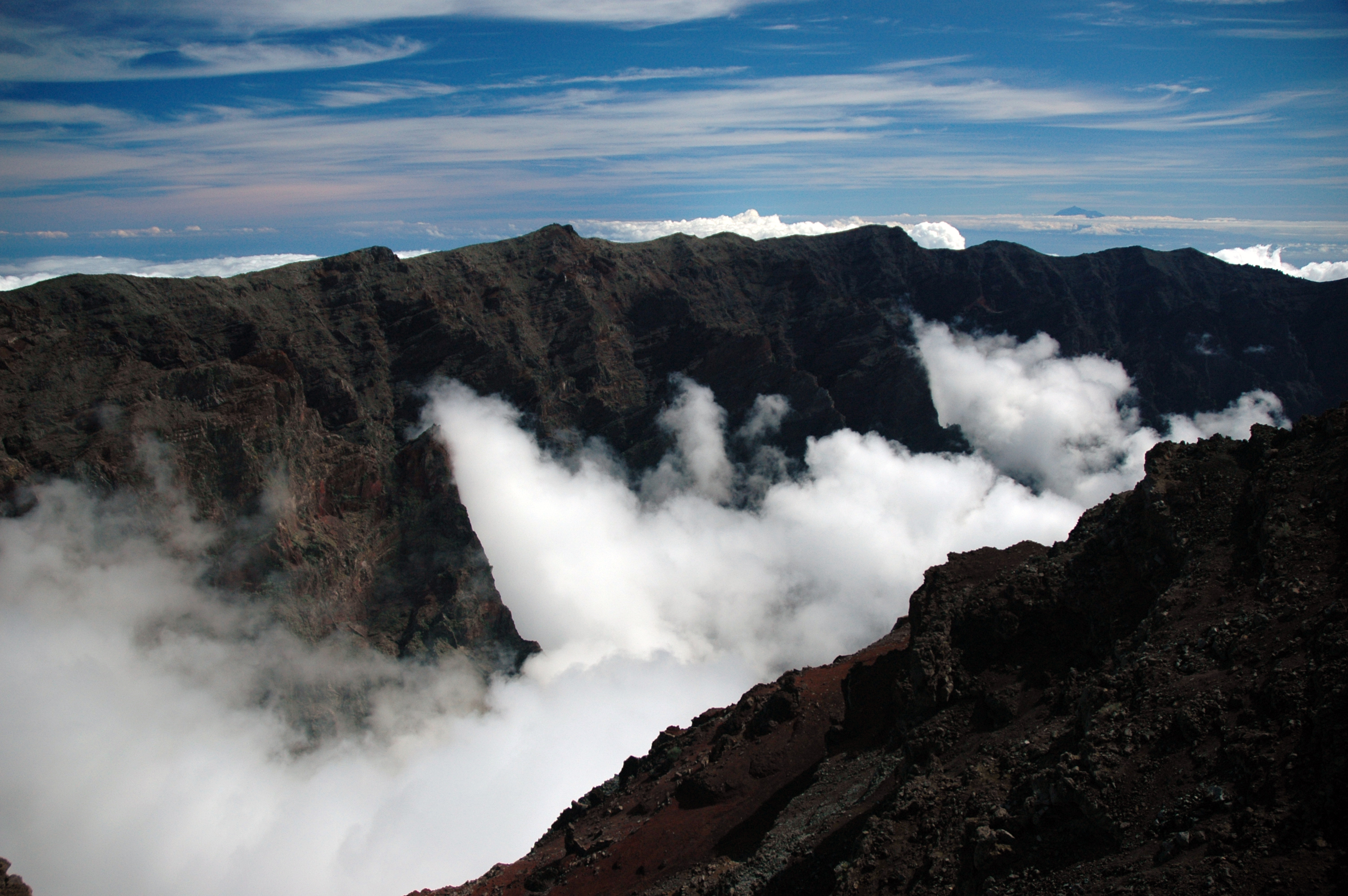
Wolken in der Caldera
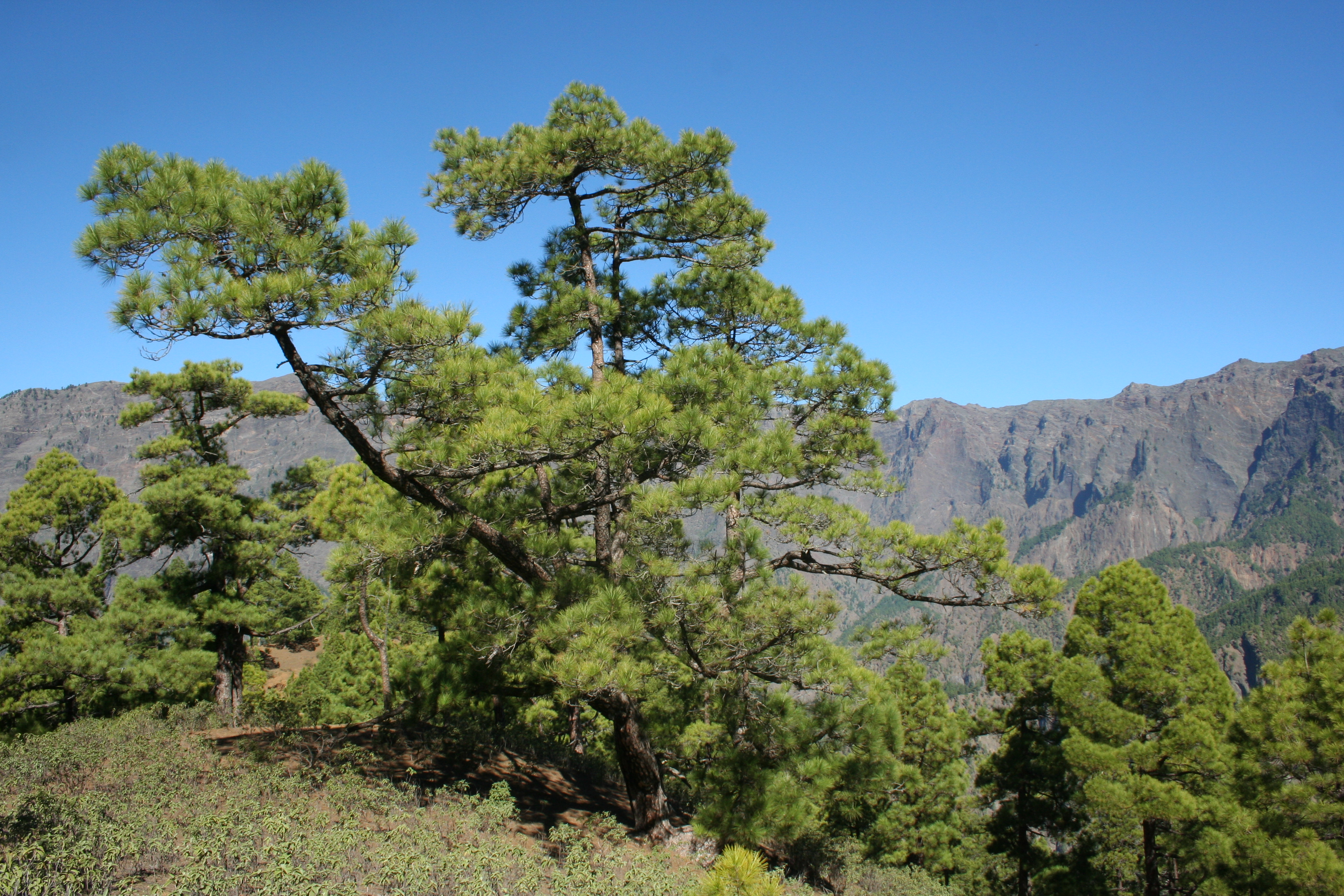
Pinus canariensis. Caldera de Taburiente
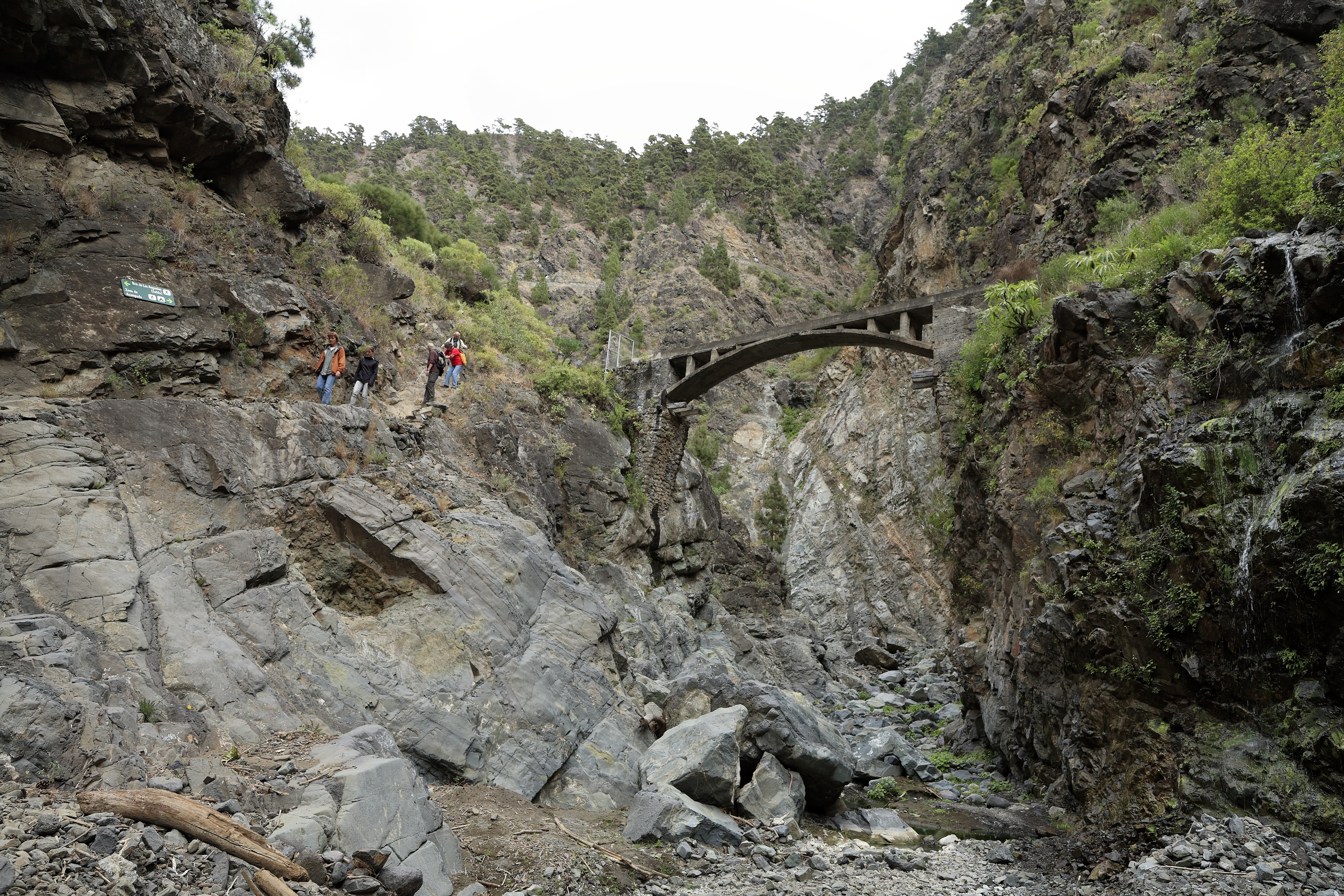
Barranco de las Angustias
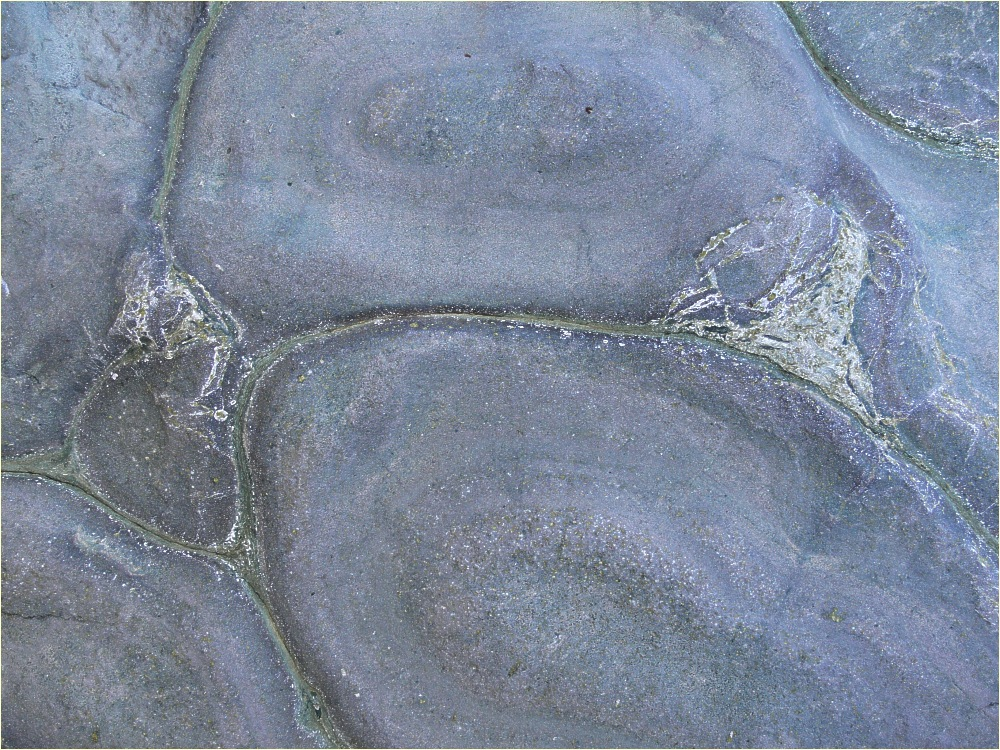
Kissenlava
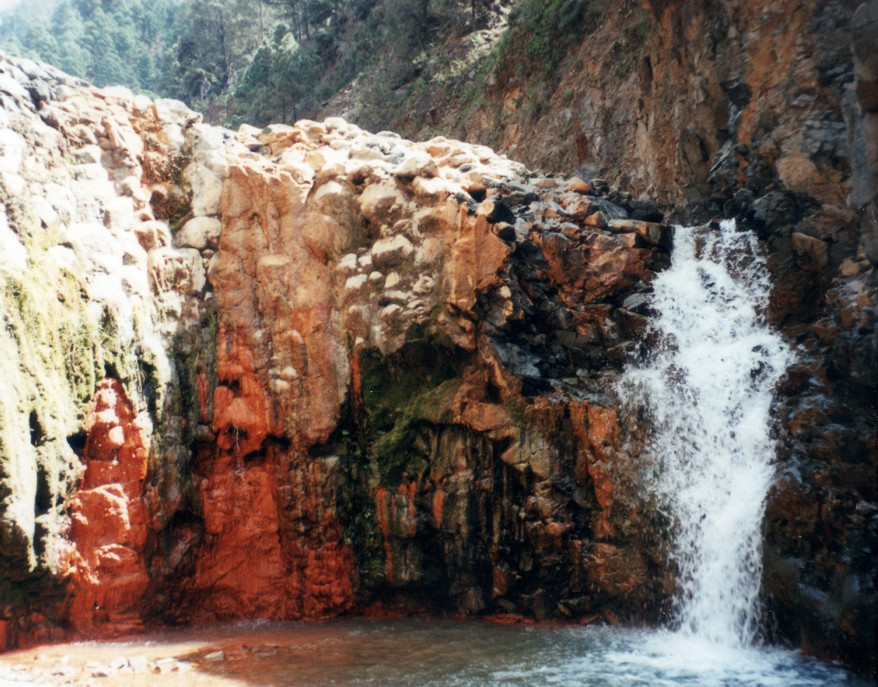
»Cascada colorada«, durch Mineralien gefärbter Wasserfall des Río Almendro amargo

## Geschichte
Den Ureinwohnern La Palmas, den Auritas oder Benahoaritas des Stammes der Acero diente der Kraterkessel als letzter Zufluchtsort, als 1492 die Eroberung im Namen der Krone Kastiliens unter Alonso Fernández de Lugo begann.

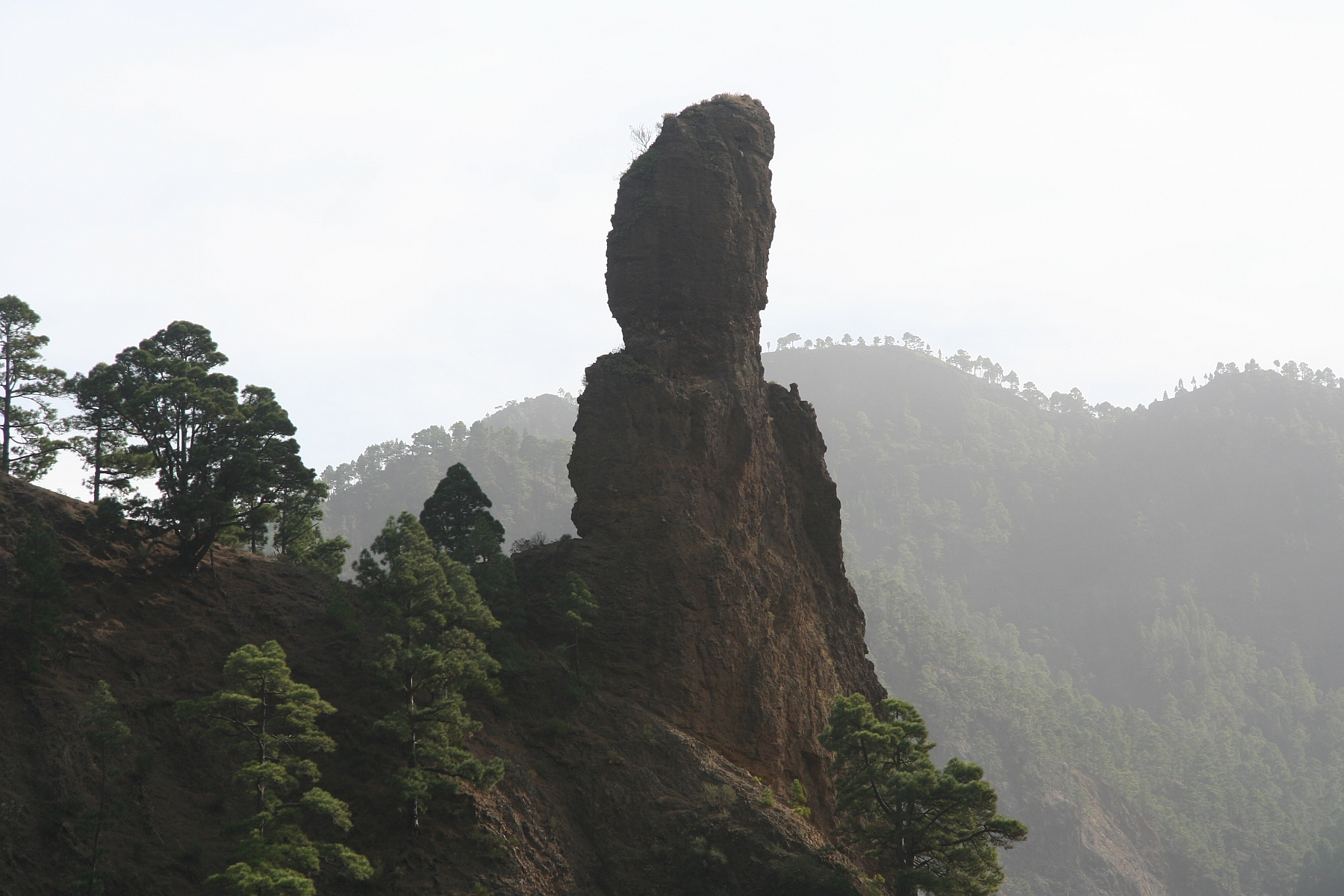
Roque Idafe

## Naturdenkmal Idafe
Inmitten des Kraters gibt es zwischen zwei Schluchten einen Bergkamm, auf dem sich eine knapp hundert Meter hohe Felsnadel aus vulkanischem Basalt emporhebt, der Roque Idafe (28,7125 N, 17,8807 W). Dieser Stein hat nach Überlieferung der Ureinwohner eine große Bedeutung gehabt. Ihm wurden Tieropfer dargebracht, um einen Einsturz des Felsens und damit eine große Katastrophe zu verhindern, da er vermutlich als Stütze zwischen Himmel und Erde angesehen wurde. Archäologische Funde in diesem Gebiet konnten dazu allerdings nicht gemacht werden. Der Roque Idafe wurde 1994 zum Naturdenkmal erklärt.